# Josef Cogan
Josef Cogan (* 26. srpna 1973 Hořice) je český politik a právník, od října 2021 poslanec Poslanecké sněmovny PČR a od ledna 2022 předseda Poslaneckého klubu STAN. Poslancem byl už v letech 2010 až 2013 (zvolen na kandidátce TOP 09 a STAN). V letech 2002 až 2010 a 2014 až 2022 byl také starostou města Nová Paka. Je členem hnutí STAN.

## Vzdělání, profese a rodina
V letech 1986–1991 studoval na gymnáziu v Nové Pace, poté nastoupil na Právnickou fakultu Univerzity Karlovy v Praze, kterou absolvoval mezi lety 1992–1999 s titulem magistra. Do roku 2002 působil jako advokátní koncipient u advokátky JUDr. Zuzany Kudynové. V roce 2008 se stal advokátem.
V letech 1998–1999 se angažoval jako jednatel a společník firmy TRENDTEX TRADING, s.r.o. V období 1998–2005 předsedal představenstvu Občanské záložny, spořitelní a úvěrní družstva "v likvidaci".
Je ženatý, má dva syny a jednu dceru.

## Politická kariéra
Do politiky vstoupil, když byl v komunálních volbách v roce 2002 zvolen zastupitelem města Nová Paka, a to jako nezávislý na kandidátce subjektu "Sdružení nezávislých kandidátů - Sportovci pro Novou Paku". V polovině listopadu 2002 se navíc stal starostou města. Ve volbách v roce 2006 obhájil jak post zastupitele, tak starosty. Také ve volbách v roce 2010 obhájil mandát zastupitele města (na kandidátce uváděn již jako nestraník za STAN v rámci subjektu "Sportovci pro Novou Paku"). Na funkci starosty však již nekandidoval, mimo jiné z důvodu výkonu funkce poslance. V čele radnice jej vystřídal Rudolf Cogan. V zastupitelstvu zasedá i po volbách v roce 2014. V listopadu 2014 byl navíc opět zvolen starostou města. Také ve volbách v roce 2018 obhájil post zastupitele města, když vedl jako člen hnutí STAN kandidátku subjektu "Sportovci pro Novou Paku" (tj. hnutí STAN a nezávislí kandidáti). V listopadu 2018 se stal opět starostou města. V komunálních volbách v roce 2022 kandidoval do zastupitelstva Nové Paky jako lídr kandidátky „PAKA NAVŽDY!“ (tj. STAN a nezávislí kandidáti). Mandát zastupitele se mu podařilo obhájit. Dne 24. října 2022 byl zvolen místostarostou města.
Ve volbách 2010 byl zvolen do dolní komory českého parlamentu. Ve volbách v roce 2013 se mu mandát obhájit nepodařilo, skončil jako první náhradník. Ve volbách do Poslanecké sněmovny PČR v roce 2017 byl lídrem kandidátky hnutí STAN v Královéhradeckém kraji, ale neuspěl.
Ve volbách do Poslanecké sněmovny PČR v roce 2021 kandidoval jako člen hnutí STAN na 2. místě kandidátky koalice Piráti a Starostové v Královéhradeckém kraji a byl tak podruhé zvolen poslancem. V lednu 2022 byl zvolen novým předsedou Poslaneckého klubu STAN, když dosavadní předseda Jan Farský na tuto funkci z důvodu zahraniční stáže rezignoval.
Ve volbách do Poslanecké sněmovny PČR v roce 2025 je lídrem hnutí STAN v Královéhradeckém kraji.